# 聖チェチリア (ルーベンス)
『聖チェチリア』（せいチェチリア、独: Die Heilige Cäcilie、英: St. Cecilia）は、フランドルのバロック期の巨匠ピーテル・パウル・ルーベンスが1639-1640年頃、キャンバス上に油彩で制作した絵画である。ルーベンスが1640年に死去した際、彼の家に残されていた300点ほどの絵画の1つで、画家が委嘱を受けずに制作した最後の作品のうちに数えられる。音楽とオルガン演奏の守護聖女聖チェチリアを描いているが、モデルを務めたのは画家が1630年に結婚した2番目の妻エレーヌ・フールマンである。作品は現在、ベルリン絵画館に所蔵されている。

## 歴史
本作は、ルーベンスの不動産を管轄したヤーコプ・ファン・オフェム (Jacob van Ophem) への感謝の印としてルーベンスの死の翌年にヤーコプの家族に贈られたものである。後に作品がパリに移された折り、若いアントワーヌ・ヴァトーが見て、クレヨンによるスケッチを制作している。フリードリヒ大王時代に、作品は『アンドロメダを解放するペルセウス』 (絵画館) とともにサンスーシ宮殿の絵画ギャラリーに入り、1829-1830年にベルリン絵画館に所蔵された。

## 作品
3世紀の古代ローマ時代に生きた聖チェチリアは、神に身を捧げる若い女性であった。彼女は、ワレリアン (Valerian) と結婚した日に彼を真の信仰へと改宗させ、貞節な結婚へと導いた。伝説によると、2人はともに殉教した。後世、彼女には音楽に身を捧げたというイメージが加わり、絵画では中世に流行したオルガンとともに描かれることが多い。
本作は、ルーベンスがチェチリアを描いた作品中、唯一の大きなものである。彼女は石の腰掛に座ってヴァージナルを弾きながら、大きな潤んだ眼で天を見上げ、聖なる音に楽に耳を傾けている。指はほとんど楽器の鍵盤に触れておらず。右足は靴から脱げている。彼女は、やはり音楽の天国の響きに恍惚としている智天使に取り囲まれている。ルーベンスはこの場面を豪華な邸宅の内部に設定しており、左側の窓からは陽光の降り注ぐフランドルの広い風景が見える。画面右端には、チェチリアの揺るがない堅固な信仰の象徴である巨大な柱がある。彼女の右足の横に眠っている犬は、婚姻の忠誠心の一般的な象徴として解釈できる。
ルーベンスは非物質的な音を、また音がどのように生じるかを描こうと試みている。鑑賞者は意図せずして絵画の色調の豊かさを音調と関連付けることになり、ルーベンスは無数の陰影とニュアンスにより画面を一種の感覚的陶酔へつながるものへと変換している。
本作は、画家が長い時間をかけて制作した絵画である。画面上には非常に多くの描きなおしがある。また、当初、半身像として表されていたチェチリアは全身像になるよう下方に向かって画面が拡大され、画面全体は7枚の板により構成されるに至った。この拡大に伴い、細部と天使の人物像が画面左右に追加された。